# Morsalines
Morsalines ist eine Ortschaft und eine Commune déléguée in der französischen Gemeinde Quettehou mit 205 Einwohnern (Stand: 1. Januar 2018) im Département Manche in der Region Normandie.
Mit Wirkung vom 1. Januar 2019 wurden die ehemaligen Gemeinden Quettehou und Morsalines zur namensgleichen Commune nouvelle Quettehou zusammengeschlossen, in der die früheren Gemeinden den Status einer Commune déléguée haben. Der Verwaltungssitz befindet sich im Ort Quettehou. Die Gemeinde Morsalines gehörte zum Arrondissement Cherbourg und zum Kanton Val-de-Saire.

## Lage
Morsalines liegt auf der Halbinsel Cotentin und grenzt im Osten an den Ärmelkanal. Nachbarorte sind Quettehou im Westen und Norden sowie Crasville im Süden.

## Bevölkerungsentwicklung
| Jahr      | 1962 | 1968 | 1975 | 1982 | 1990 | 1999 | 2008 | 2013 | 2018 |
| --------- | ---- | ---- | ---- | ---- | ---- | ---- | ---- | ---- | ---- |
| Einwohner | 198  | 162  | 148  | 184  | 228  | 206  | 216  | 201  | 205  |

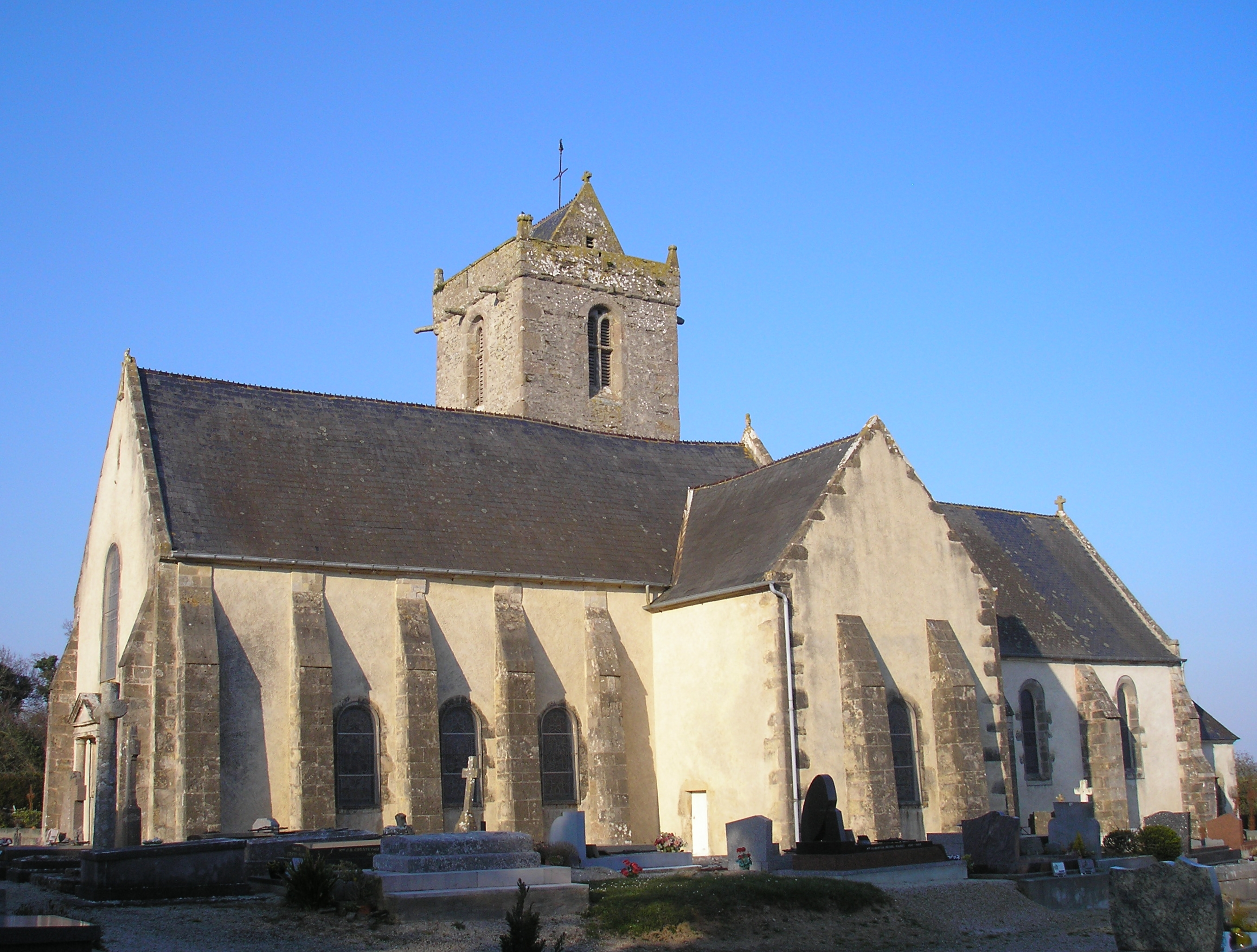
Kirche Notre-Dame, Monument historique
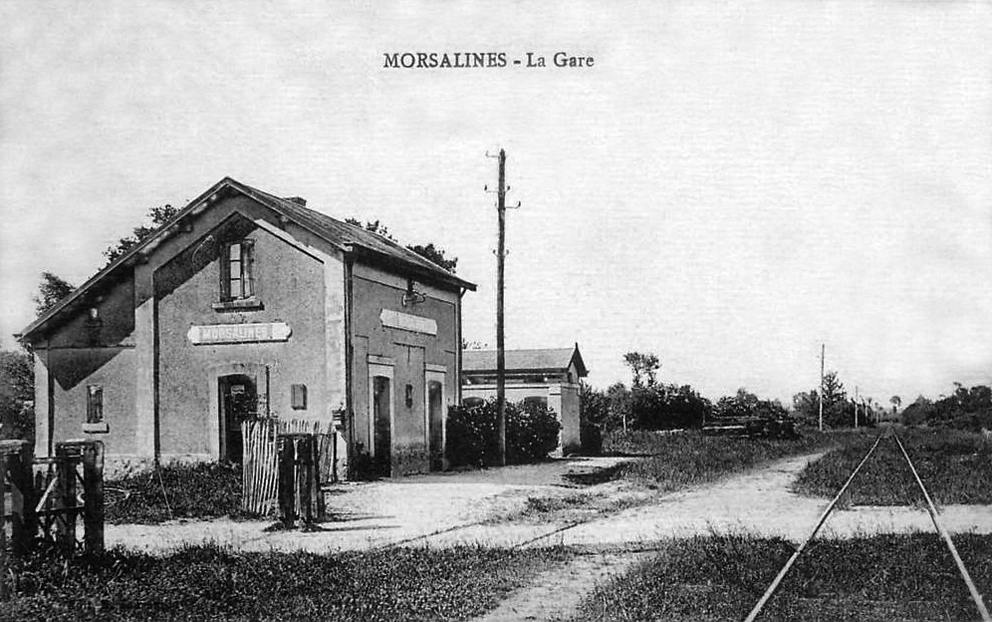
Bahnhof von Morsalines, von 1886 bis 1948 in Betrieb
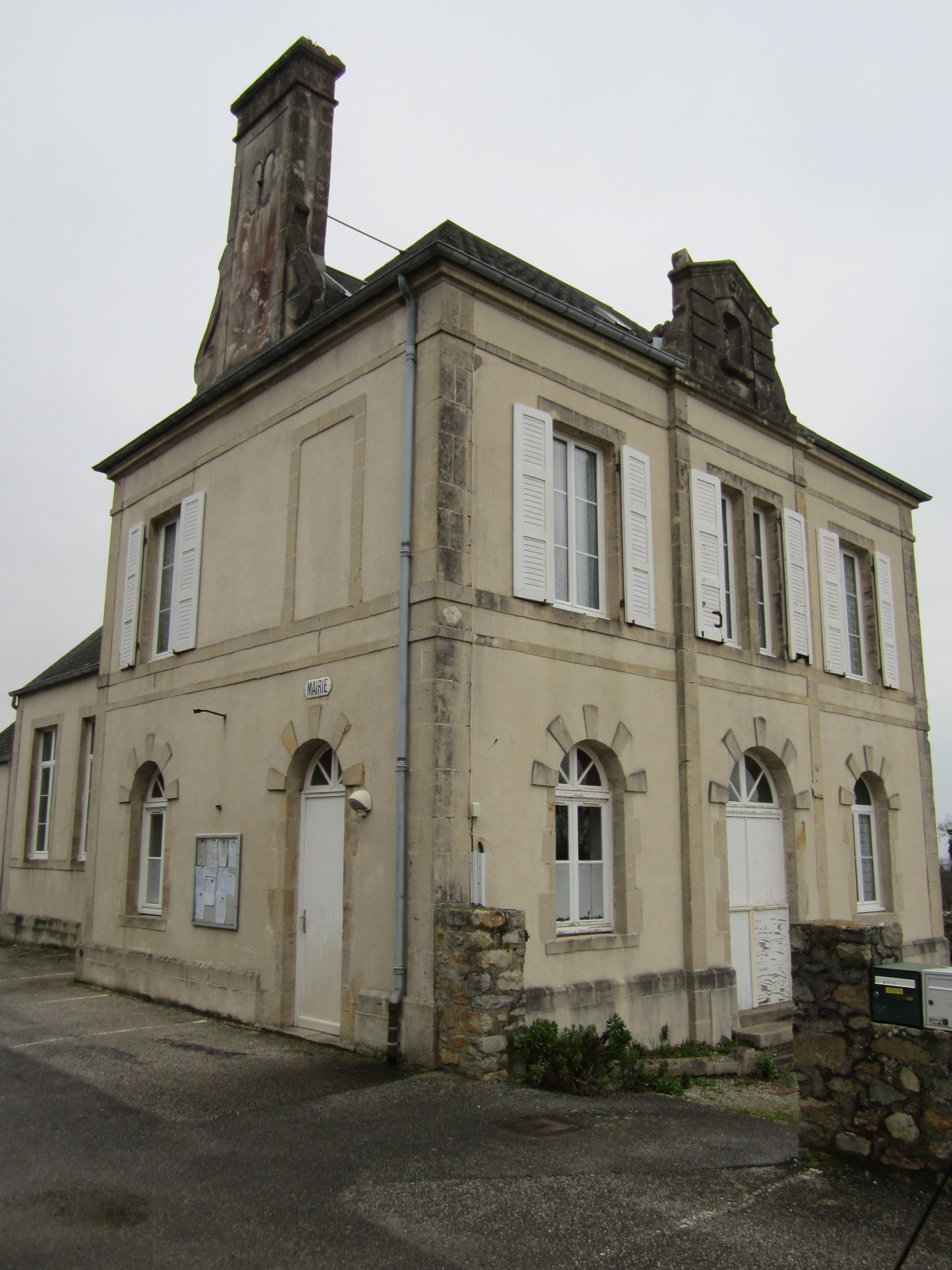
Ehemalige Mairie